# Baden bei Wien (stacja kolejowa)
Baden bei Wien (niem: Bahnhof Baden bei Wien) – stacja kolejowa w Baden, w kraju związkowym Dolna Austria, w Austrii. Znajduje się na ważnej magistrali kolejowej Südbahn.

## Historia
Historia stacji sięga roku 1839, kiedy w Baden podczas budowy Kolei Południowej zbudowano prowizoryczne magazyny, a w 1840 r. zaprezentowano plan kompleksowego wyposażenia stacji. Na obszarze od 220-30 metrów od stacji wybudowano budynek dworcowy, powozownię, kuźnię i "budynek stacji wodnej". Hala dworcowa objęła dwa główne i trzy boczne tory. Odpowiedzialnym za budowę był Mathias von Schönerer. Ponadto po obu stronach stacji wybudowano rampy, które mogły być używane przez powozy konne. Stacja była remontowana w 1896 i 1920, a w 1955 dokonano przebudowy, w której wygląd budynku stacji został znacznie zmieniony.
We wrześniu 2002 r. rozpoczęła się całkowita przebudowa, podczas której przebudowana całkowicie budynek dworca. Zainstalowano również windy, podwyższono krawędzie peronów. Zbudowano parking P + R. Nowy budynek został otwarty 15 października 2004 r.

## Linie kolejowe
- Südbahn